# Spilomyia abdominalis
Spilomyia abdominalis är en tvåvingeart som beskrevs av Tokuichi Shiraki 1968. Spilomyia abdominalis ingår i släktet trädblomflugor, och familjen blomflugor. Inga underarter finns listade i Catalogue of Life.